# سرخس قرن الأيل
سرخس قرن الأيّل (الاسم العلمي Platycerium superbum)، هو نوع من السرخس من فصيلة السرخسية، موطنة الأصلي أستراليا. يتخذ هذا السرخس مكانًا له في أعالي الشجر. وهو ينتج نمطين مختلفين من السعف.
النمط الأول يشبه قرون الأيّل (من هنا ياتي اسم النبتة) والنمط الثاني مدور الشكل، ينمو حول جذع الشجرة.
يقوم النمط الثاني من الأوراق بتثبيت السرخس في مكانه، وهو يُشكل أيضًا سِلالًا، تجمع الأوراق الميتة التي تسقط
من أعلى الشجرة، فتتحول إلى مركب غذائي تستمد منه نبتة السرخس المواد المغذية الضرورية لنموها.
يفوق حجم عرضها المتر ونص المتر. وتتكاثر عن طريق أطلاق الملايين من الأبواغ التي تنتقل إلى
أشجار أخرى بواسطة الهواء.
وتستوطن غابات المطر الاستوائية الرطبة في أستراليا وغينيا الجديدة.